# Babyöl

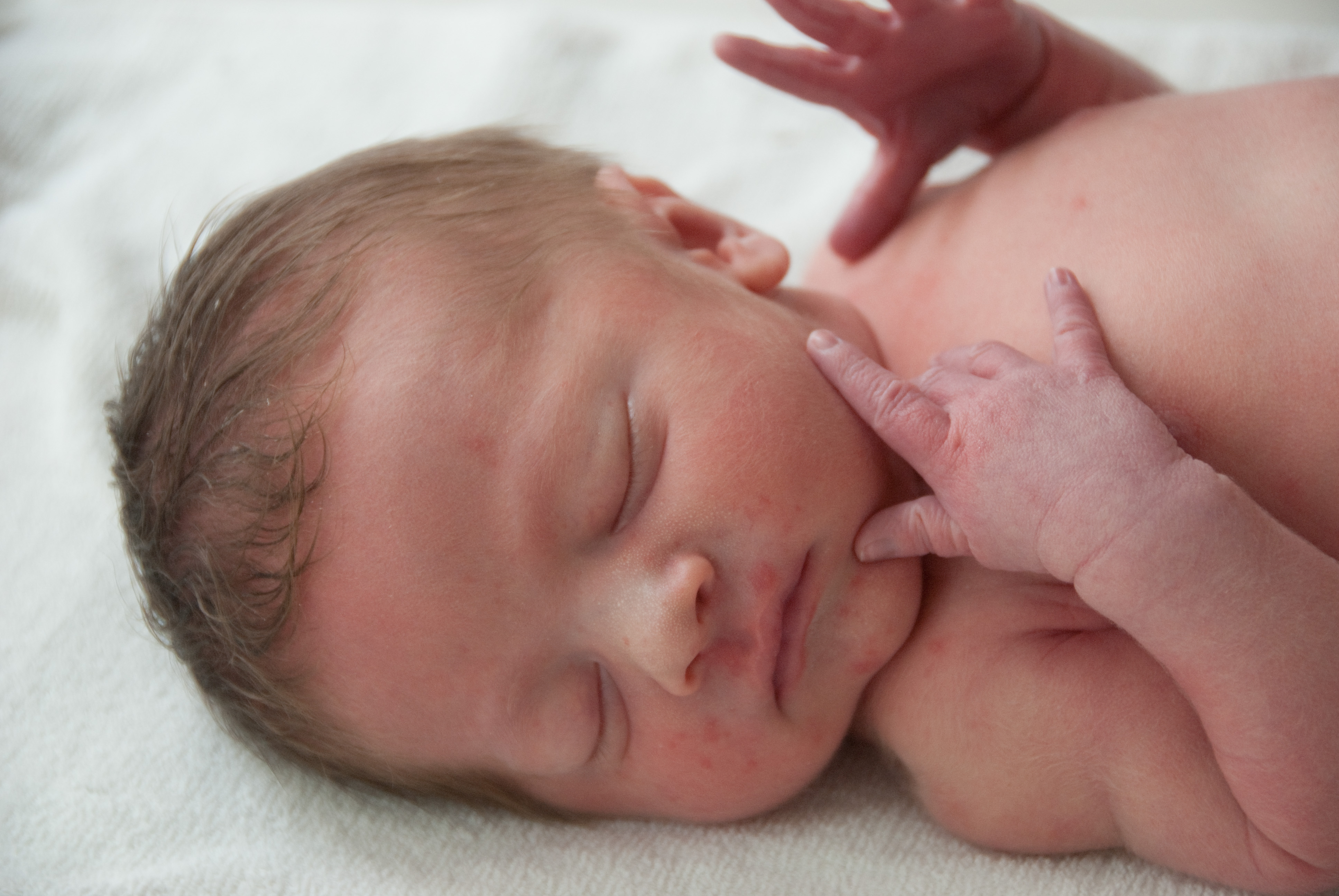
Babyöl wird häufig zur Pflege der empfindlichen Haut von Neugeborenen verwendet.

Bei Babyöl handelt es sich um ein Hautpflegeprodukt für Neugeborene.
Die Haut Neugeborener hat in den ersten Tagen einen neutralen pH-Wert (pH 7), da sich der Säureschutzmantel der Haut erst fertig ausbilden muss. Daher wird in vielen Ländern routinemäßig die Haut Neugeborener mit verschiedenen Ölen eingerieben. Je nach Rezeptur können Babyöle unterschiedlich zusammengesetzt sein. Im Allgemeinen dienen die Öle in der Hautpflege zur Reinigung, zum Erhalt der Feuchtigkeit und als Schutz. Sie werden aber auch zur Massage und als Zusatzstoffe in Lotionen und Cremes verwendet.

## Geschichte
Bereits im antiken Griechenland wurden Ohren und Augen von Kindern mit Öl gesäubert. Im Mittelalter wurde neben warmen Wasser, Salz und Honig auch Olivenöl zur Pflege der Haut von Neugeborenen genutzt. Während in der Renaissance und bis zum Ende des 18. Jahrhunderts die Körperpflege von Babys keinen Stellenwert einnahm, änderte sich dies mit dem Beginn des 20. Jahrhunderts. Nun erfolgte die Pflege mit Erdnuss-, Oliven- oder Paraffinöl sowie Puder, Lanolin und Vaseline für Gesäß und Hautfalten. Heute werden neben anderen Hautpflegeprodukten häufig verschiedene Pflanzen- und Paraffinöle als Babyöl verwendet.

## Einteilung nach Inhaltsstoffen

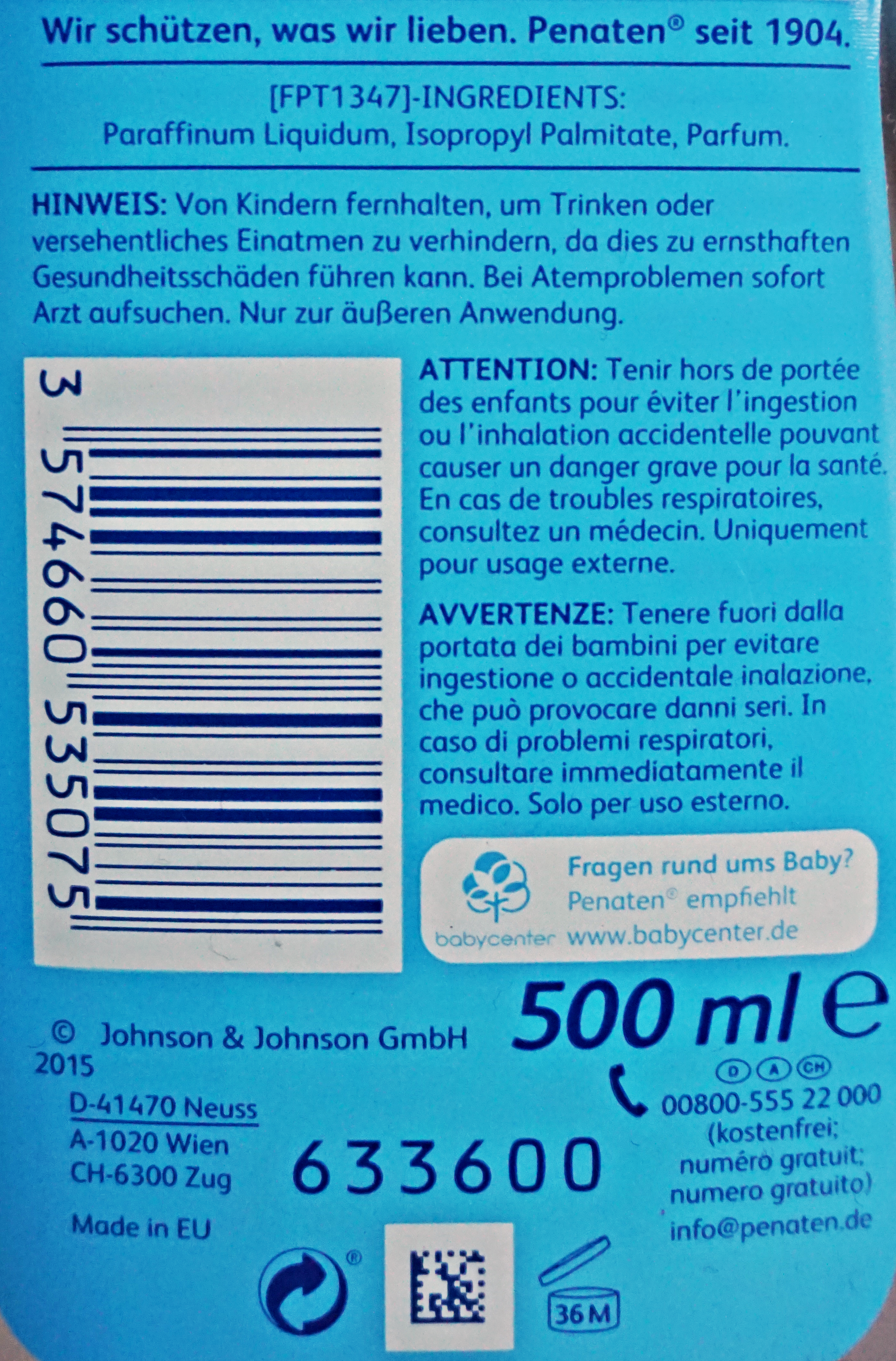
Inhaltsstoffe eines mineralölbasierten Babyöls mit Weißöl (Paraffinum Liquidum), dem Fettsäureester aus Palmitinsäure und Isopropylalkohol (Isopropyl Palmitate) und Parfüm.

Eine Klassifizierung der Babyöle ist basierend auf der Grundrezeptur möglich. Man kann unterscheiden zwischen
- mineralölbasierten und
- pflanzenölbasierten

Produkten.

### Mineralölbasierte Produkte (Paraffine bzw. Vaseline)
Typische Hauptbestandteile von Babyölen sind hochgereinigte Mineralöl-Produkte, wie Weißöl (INCI-Code: Paraffinum Liquidum) oder Vaseline (INCI-Code: Petrolatum). Diese geruchs- und geschmacksneutralen Kohlenwasserstoffe gelten als dermatologisch gut verträglich, nicht allergesierend, hydrophob und frei von Herbiziden und Insektiziden. Da sie im Gegensatz zu Pflanzenölen nicht ranzig werden, müssen keine Konservierungsmittel oder Antioxidantien zugesetzt werden. Die Verwendung von Mineralölen in kosmetischen Produkten steht trotz Dagegenhalten von Kosmetikherstellern, Dermatologen und Kosmetikchemikern in der Kritik.
Siehe auch: Toxikologische Aspekte von Paraffin

### Pflanzenölbasierte Produkte

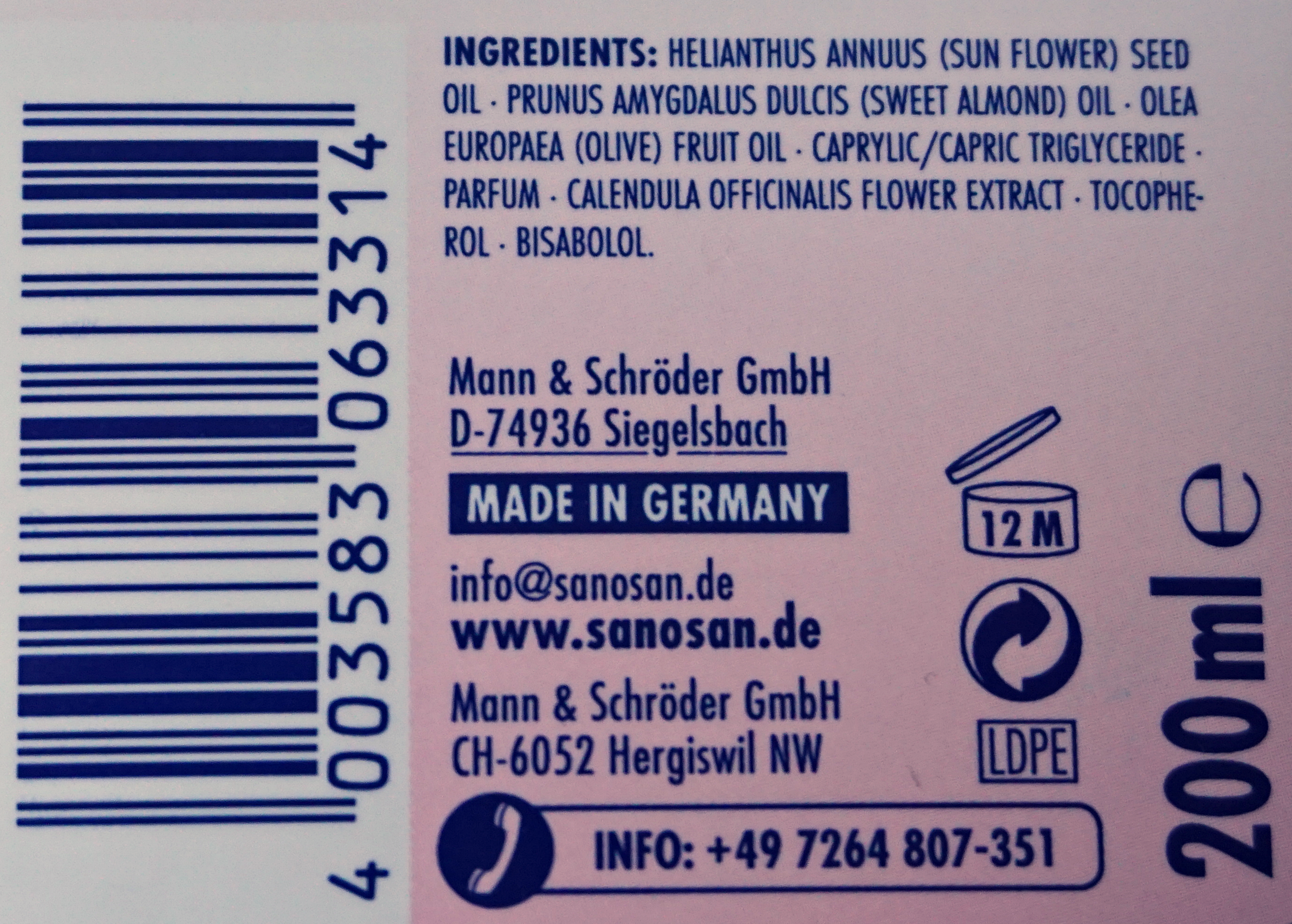
INCI-konforme Angabe der Inhaltsstoffe eines pflanzenölbasierten Babyöls auf der Rückseite der Packung unten.

Pflanzenöle stammen meistens aus Samen, aber auch aus Blättern und Blüten von Pflanzen, bestehen also hauptsächlich aus Triglyceriden. Sie enthalten stets Begleitstoffe, z. B. Fettsäuren, Phospholipide, Sterine, ätherische Öle und Vitamine. Um zu verhindern, dass sie ranzig werden setzt man Antioxidantien zu. Die Öle sind auf Produkten gemäß der Internationalen Nomenklatur für kosmetische Inhaltsstoffe (INCI) gelistet, z. B.:
- Cocos Nucifera Oil (Kokosöl)
- Elaeis Guineensis Oil (Palmöl)
- Glycine Soja Oil (Sojaöl)
- Hydrogenated Olive Oil (Olivenöl)
- Persea Gratissima Oil (Avocadoöl)
- Prunus Amygdalus Dulcis Oil (Mandelöl)
- Shea Butter Glycerides (Sheabutter)
- Simmondsia chinensis Oil (Jojobaöl)
- Helianthus Annuus Seed Oil (Sonnenblumenöl)

Viele dieser Öle enthalten Wirkstoffe, welche die sensible und zur Austrocknung tendierende Haut von Neugeborenen mit Feuchtigkeit und hochwertigen Lipiden versorgt. Palmitinsäure und Myristinsäure aus Kokos- und Avocadoöl bieten beispielsweise Schutz vor dem Austrocknen der Haut. Sonnenblumenöl bietet denselben Schutz und unterstützt durch weitere Bestandteile wie Tocopherole, Triterpene und ungesättigte Fettsäuren die natürliche Schutzfunktion der Haut. Hautberuhigende Bestandteile wie Carotin, Allantoin und Sterine sind vor allem in Sheabutter enthalten. Bestandteile aus Avocadoöl und Jojobaöl schützen zudem vor Umwelteinflüssen wie Schmutz und Mikroben.

## Verwendung
Babyöl wird vorwiegend zur Hautpflege verwendet, um die physiologische Hautschutzbarriere zu verbessern und den Wasserentzug aus der Haut zu verringern. Insbesondere bei der Behandlung von Windeldermatitis kommt mildes Babyöl zur Reinigung und Pflege der Gesäßhaut zum Einsatz. Daneben kann Babyöl in kleinen Mengen als Badezusatz verwendet werden. Ein weiterer Anwendungsschwerpunkt ist die Ölmassage, welche zahlreiche positive Auswirkungen für den Organismus des Babys bietet. Während die reine Massage beispielsweise das Herz-Kreislaufsystem und Abläufe im Verdauungstrakt stimuliert, resultiert die Massage bei Verwendung von Ölen zusätzlich in einer Verbesserung des Hautzustandes.